# Kulturstiftung Masthoff
Die Kulturstiftung Masthoff ist eine selbständige gemeinnützige Stiftung bürgerlichen Rechts. Aus einer besonderen Verbundenheit zu seiner Heimatstadt Haltern am See und aus dem Gefühl einer Verantwortung gegenüber der Gesellschaft wurde sie vom Rechtsanwalt Horstfried Masthoff im September 2001 gegründet. 
Seine Überzeugung von der großen Bedeutung von Kunst und Kultur für die Lebensqualität in einer Stadt war ausschlaggebend, deren Förderung als Stiftungszweck zu bestimmen. Das Spektrum der Aktivitäten umfasst die Bereiche Bildende Kunst und Musik, Literatur und Buchwesen, Heimatpflege und Denkmalschutz. Die Stiftung engagiert sich bei Vorhaben, die das kulturelle Erscheinungsbild der Stadt Haltern am See akzentuieren und die Identifikation der Bürger mit ihrer Stadt intensivieren, wobei sie sowohl operativ als auch fördernd tätig ist. 
Als erstes Projekt stellte die Stiftung der Stadt im Jahr 2003 die 2,40 Meter große Bronzeplastik Der gescheiterte Varus als Dauerleihgabe zur Verfügung, die in ihrem Auftrag von dem Bildhauer und Autor Wilfried Koch geschaffen wurde. Sie stellt den gescheiterten Feldherrn Varus dar und soll an die römische Vergangenheit der Stadt erinnern, wo sich mutmaßlich das auch von Varus genutzte Römerlager Aliso befand. Ausgewählt wurde das Projekt auch mit Blick auf das Jahr 2009, in dem sich drei Museen der „Varusschlacht“ widmen wollten. 
Von den diversen Aktivitäten ist die Kammermusikreihe MUSIK IM RÖMERmuseum hervorzuheben, die gemeinsam mit der Gesellschaft zur Förderung der westfälischen Kulturarbeit und dem Westfälischen Römermuseum schon seit mehreren Jahren erfolgreich veranstaltet wird. Es treten junge, hoch ambitionierte Musiker auf, die am Beginn ihrer beruflichen Laufbahn stehen. Zu den jüngsten Projekten, die die Stiftung förderte, gehörte die Erfolgsausstellung „Die letzten Stunden von Herculaneum“, die im Sommer 2005 für Besucherrekorde im Westfälischen Römermuseum sorgte. In Planung befindet sich eine Workshopreihe, in der heimische Künstler Jugendlichen ihr Kunstverständnis vermitteln sollen.